# チャールズ・ダグラス (第2代セルカーク伯爵)
第2代セルカーク伯爵チャールズ・ダグラス（英語: Charles Douglas, 2nd Earl of Selkirk、出生名チャールズ・ハミルトン（Charles Hamilton）、1663年2月3日 – 1739年3月13日）は、スコットランドの貴族、政治家。

## 生涯
ハミルトン公爵ウィリアム・ダグラス＝ハミルトン（1694年没）と第3代ハミルトン女公爵アン・ハミルトンの三男として1663年2月3日に生まれ、1664年2月5日にハミルトンで洗礼を受けた。
1688年10月6日のnovodamusにより、存命中の父がセルカーク伯爵を放棄してチャールズに与えた。このときの規定ではチャールズの男系男子が絶えた場合、4人の弟（ジョン、ジョージ、ベイジル、アーチボルド）の子孫が爵位を継承するとされた。また、爵位継承とともに姓を父の旧姓ダグラスに改めた。
同1688年の名誉革命でウィリアム3世を支持、1690年のボイン川の戦いや大同盟戦争の大陸ヨーロッパ戦役でも寝室侍従の1人（在任：1689年 – 1702年）として同伴した。1696年から1702年まで選挙名簿管理長官を務め、1704年から1705年までスコットランド大蔵委員会の委員を務めたが、スコットランド王国とイングランド王国の合同には反対した。
1713年にスコットランド貴族代表議員に当選、1714年には寝室侍従に再任されたが、1715年イギリス総選挙で貴族代表議員の再選に失敗した。その後、1722年イギリス総選挙で貴族代表議員に復帰（以降1739年まで議員を務める）、1733年に枢密顧問官に任命され、同年から1739年まで選挙名簿管理長官を務めた。また、1737年から1738年までエディンバラ城総督を務めた。
1739年3月13日に生涯未婚のままロンドンで死去、同年4月18日にウェストミンスター寺院に埋葬された。爵位は弟ジョンが継承した。